# کندید رکوردز
کندید رکوردز (انگلیسی: Candid Records) شرکت نشر موسیقی آمریکایی است، که در سال ۱۹۶۰ تأسیس شد.